# اسب سیستانی
اسب سیستانی یکی دیگر از انواع نژاد اسب ایران به‌شمار می‌رود، که بیشتر در سیستان مشاهده می‌گردد. اسب سیستانی اسبی خونسرد و قوی هیکل می‌باشد. در میان انواع نژاد اسب ایران، این اسب سنگین‌وزن‌ترین آن‌ها محسوب می‌گردد.
سر ستبر و نیرومند این نژاد نشان‌دهنده آن است که اسب‌های جنگی بوده‌اند.
اسب سیستانی یکی از بهترین و معروف‌ترین نژادهای اسب در ایران و جهان می‌باشد.

## مشخصات نژاد
- قد: ۱۴۵ تا ۱۶۵ سانتیمتر
- وزن: ۴۵۰ تا ۵۵۰ کیلوگرم
- طول عمر: ۲۵ تا ۳۵ سال
- نوع بدن: بدن تنومند و عضلانی، دست و پای قوی، جمجمه سنگین، محل اتصال سر و گردن قوی، گوش‌های نسبتاً بلند، چشم‌ها با انحنا و تواضع خاصی رو به پایین و مژه بلند
- مناسب برای سوارکاری و مراسمات محلی[۷]

## خصوصیات
این نژاد اسب آرام، صبور و فرمان پذیر است. برخلاف اسب‌های ایرانی که خون‌گرم هستند، اسب سیستانی خون‌سرد و دارای وزن سنگین می‌باشد. از آن برای حمل بار و مراسمات محلی استفاده می‌کنند و سواری نرمی نسبت به سایر نژادها دارد.
اسب سیستانی در رنگ‌های کهر تیره، نیله، طلایی، خرمایی و قهوه‌ای سوخته وجود دارد. گفته می‌شود در رنگ‌های نادری مانند مشکی خالص، آبی قزل، آبی و خال خالی دیده شده است.

## مشکلات رایج سلامتی و رفتار
- آنفلوانزای اسب: یک بیماری تنفسی بسیار مسری است که باعث تب، سرفه و ترشحات بینی می‌شود.
- ویروس هرپس اسب: یک بیماری ویروسی است که باعث بیماری تنفسی، سقط جنین و بیماری عصبی می‌شود.
- ویروس نیل غربی(West Nile Virus): این بیماری ویروسی توسط پشه‌ها منتقل می‌شود و باعث تب، ضعف، آتاکسی و لرزش عضلانی می‌شود.

این نژاد اسب هم مانند سایر نژادها به نظافت و مراقبت خاصی نیاز دارد. بهترین روش برای برقرای ارتباط و نشان دادن محبت به اسب تیمار کردن و لمس آن است. مراقبت از سم‌های آن بسیار ضروری است چون که سم آسیب دیده باعث بروز جراحت و بیماری می‌شود.

## جایگاه پراهمیت اسب در بین سکاها (مردم سیستانی)
شیوه زندگی سکاها مبتنی بر سپاهیان و قشونی بیابان‌گرد و در تاخت‌وتاز همیشگی بوده و اسب جزء جدا نشدنی از زندگی قوم سکا (سگزی) به‌شمار می‌رفته است. آنها جزء نخستین مردمانی بودند که به رام کردن و پرورش اسب پرداختند و آیین نبرد و به‌ویژه تیراندازی و کمانداری بر روی اسب نیز از ابتکارات این قوم به‌شمار می‌رود. رایزنی رستم با اسب خود (رخش) و نقش تعیین‌کننده اسب در نبرد با دیوان، دقیقاً نشانه و نمونه‌ای از جایگاه برجسته اسب در میان مردمان سکایی است. در داستان‌های شاهنامه فردوسی پیروزی‌های رستم وابسته به فراست و توانایی اسبش است و مرگ او زمانی فرامی‌رسد که به وضعیت اسبش بی‌اعتنایی می‌کند.

## نشانه‌ای از اسب سیستانی
شهر تاریخی دهانه غلامان یا دروازهٔ بردگان تنها شهر به جای مانده از دوران هخامنشی می‌باشد، در حفاری‌ها و ابنیه مکشوفه مصالح به کار رفته اکثراً خشت خام بوده است.
در جریان عملیات کاوش، دو نمونه اثر نقاشی بی‌نظیر بر روی دیوارها کشف شد. در نخستین نقاشی شهر صحنه‌ای از شکار است که طی آن حاکم یا امیری بر کالسکه مکعب شکل نشسته و کالسکه توسط یک اسب قوی هکیل کشیده می‌شود و یک سوار با تیر و کمان در حال تعقیب گراز بزرگی است. این سوار دارای کلاه یا نوعی تاج قرمز رنگ است. خاطر نشان می‌شود که گراز حیوان بومی منطقه سیستان بوده. این نقاشی در ارتفاع حدود ۹۰ ساتنی متری از کف زمین و در ابعاد ۳۵ ×۱۲۰ ساتنی متری با رنگ سیاه بر دیواره یکی از اتاقهای این بنا نقش بسته یا نقاط سفید و رنگی تزئین شده است. این نقاشی شباهت زیادی به اثر مهر دایوش بزرگ در شهر تب (Tabes) در مصر دارد که هم‌اکنون این مهر در موزه بریتانیا نگهداری می‌شود.
در دومین نقاشی کشف شده نیز اثری به‌صورت کنده کاری شده بر بالای یک درگاهی و زیر سقف یک اتاق در ابعاد ۵۰×۴۰ ساتنی متر نقش بسته است. در این تصویر یک اسب روبروی پلکانی ایستاده و پلکان به یک ساختمان منتهی می‌شود و انسانی بالای این پلکان ایستاده است. گفته می‌شود که در بخشهای دیگری از اتاقها این ساختمان نیز آثار پراکنده‌ای از نقاشی به چشم می‌خورد که متأسفانه توسط موریانه‌ها از بین رفته است.
این دو نقاشی به احتمال زیاد اسب سیستانی می‌باشند با توجه به اینکه ذکر شد که کالسکه توسط اسبی قوی‌هیکل و متناسب با ویژگی‌های اسب سیستانی کشیده می‌شد.